# 唐志共
唐志共（1965年—），男，广西桂林人，中国空气动力学家，中国空气动力研究与发展中心总工程师、研究员，中国科学院院士。